# The Observer
The Observer är en brittisk nyhetstidning som publiceras på söndagar. Dess första utgåva publicerades den 4 december 1791, av W.S. Bourne, och är därmed världens första nyhetstidning att publiceras på söndagar.
Tidningen ägs sedan 1993 av Guardian Media Group och är systertidning till The Guardian.